# 花石诸
花石诸，位于中国广东省肇庆市怀集县梁村镇花石，为怀集县的一个县级文物保护单位，类型为古遗址，公布时间为1984年。
花石诸的历史年代为史前。